# 源英明
源 英明（みなもと の ふさあきら/つねよし）は、平安時代前期から中期にかけての貴族・歌人。宇多天皇の孫。上総太守・斉世親王の長男。官位は従四位上・左近衛中将。

## 経歴
昌泰4年（901年）の昌泰の変により、父・斉世親王が舅である菅原道真に連座して出家。それに伴い、幼年時代は不遇であった。
16歳で従四位下に叙せられ、翌年に侍従に任ぜられる。醍醐天皇の信任厚く、延喜23年（923年）右近衛中将、延長5年（927年）蔵人頭と要職を歴任した。延長8年（930年）醍醐天皇から朱雀天皇への譲位に伴って蔵人頭を辞する。承平元年（931年）宇多上皇が崩御すると以降は不遇で、承平4年（934年）左近衛中将に遷るが、結局公卿への昇進は叶わなかった。
天慶元年（938年）7月頃から病となり、翌天慶2年（939年）2月25日卒去。最終官位は左近衛中将従四位上。

## 人物
父の真寂法親王が執筆していた『慈覚大師伝』を遺言として委ねられ、これを完成させた。清書を小野道風に依頼したが、装丁ができないうちに英明自身も没したという。
漢詩に優れ「詩境には無限上手なり」と評された。『扶桑集』『本朝文粋』『類聚句題抄』『和漢朗詠集』『新撰朗詠集』『作文大體』『和漢兼作集』などに数十首の漢詩作品が採録されている。家集『源氏小草』（全五巻）があったとされるが伝わらない。不遇の詩人橘在列と親交があった。勅撰歌人として、『後撰和歌集』に和歌作品1首が入集している。

## 官歴
- 時期不詳：従四位下。侍従
- 延喜23年（923年） 正月12日?：右近衛中将[8]
- 時期不詳：従四位上。兼播磨守
- 延長5年（927年） 2月9日：蔵人頭[9]、見兼播磨守従四位上[10]
- 延長8年（930年） 9月22日?：去蔵人頭（譲位）
- 承平4年（934年） 12月21日?：左近衛中将[8]
- 承平8年（938年） 6月23日?：兼伊予権守[8]
- 天慶2年（939年） 2月25日：卒去（左近衛中将従四位上）[2]

## 系譜
- 父：斉世親王
- 母：菅原寧子 - 菅原道真の三女
- 妻：藤原道明の娘
  - 男子：源清時
  - 男子：源幹時
  - 男子：源忠時
- 生母不明の子女
  - 男子：源堯時
  - 女子：藤原元名室
  - 女子：藤原助信室